# Jules Janssen

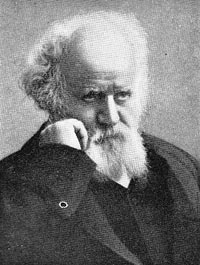
Pierre Jules César Janssen

Pierre Jules César Janssen (* 22. Februar 1824 in Paris; † 23. Dezember 1907 in Meudon) war ein französischer Astronom. 1868 fand er einen Weg, die Sonnenkorona auch ohne Sonnenfinsternis zu beobachten. Im selben Jahr entdeckte er ein unbekanntes Element im Sonnenspektrum, das Helium. Beides gelang gleichzeitig – unabhängig von Janssen – dem englischen Astronomen Joseph Norman Lockyer.

## Lebenslauf
1853 erteilte Janssen Unterricht am Lycée Charlemagne. 1857 reiste er nach Peru zur Bestimmung des magnetischen Äquators. 1859 begleitete er den Naturforscher Alfred Grandidier auf dessen Weltreise, musste diese aber nach sechs Monaten krankheitsbedingt abbrechen. Von 1861 bis 1862 sowie 1864 studierte er die „tellurischen“ Linien im  Sonnenspektrum
und wies nach, dass sie durch Absorption von Wasserdampf in der Erdatmosphäre herrühren (lateinisch tellus ‚Erde‘). Von 1865 bis 1871 unterrichtete Janssen in einer Architektenschule. 1867 führte er optische und magnetische Experimente auf den Azoren durch.
Im Jahr 1868 zeigte Janssen die gasartige Natur der roten Sonnenkorona und entwickelte eine Methode, diese auch außerhalb der Zeit einer Sonnenfinsternis zu beobachten. Eine solche Methode fand im selben Jahr ebenso Norman Lockyer; ein Jahr später gelang dies William Huggins und Karl Friedrich Zöllner.
Am  18. August 1868 war in Indien eine totale Sonnenfinsternis zu beobachten. Sie wurde von französischen Astronomen beobachtet, darunter Janssen, wie auch von britischen. Zur selben Zeit beobachtete Norman Lockyer, von London aus, die Sonne. Bei der Auswertung entdeckten beide etwa gleichzeitig, aber unabhängig voneinander, ein bis dahin unbekanntes Element, das sich durch eine helle gelbe Linie mit einer Wellenlänge von 587,49 Nanometern im Spektrum der Chromosphäre der Sonne bemerkbar machte. Lockyer (und Edward Frankland) schlugen den Namen dieses neuen Elements vor: Helium. Als Janssen seine Entdeckung bekannt machte, wollte ihm zunächst niemand glauben, da noch nie ein neues Element im Weltall gefunden worden war, bevor es auf der Erde entdeckt werden konnte.

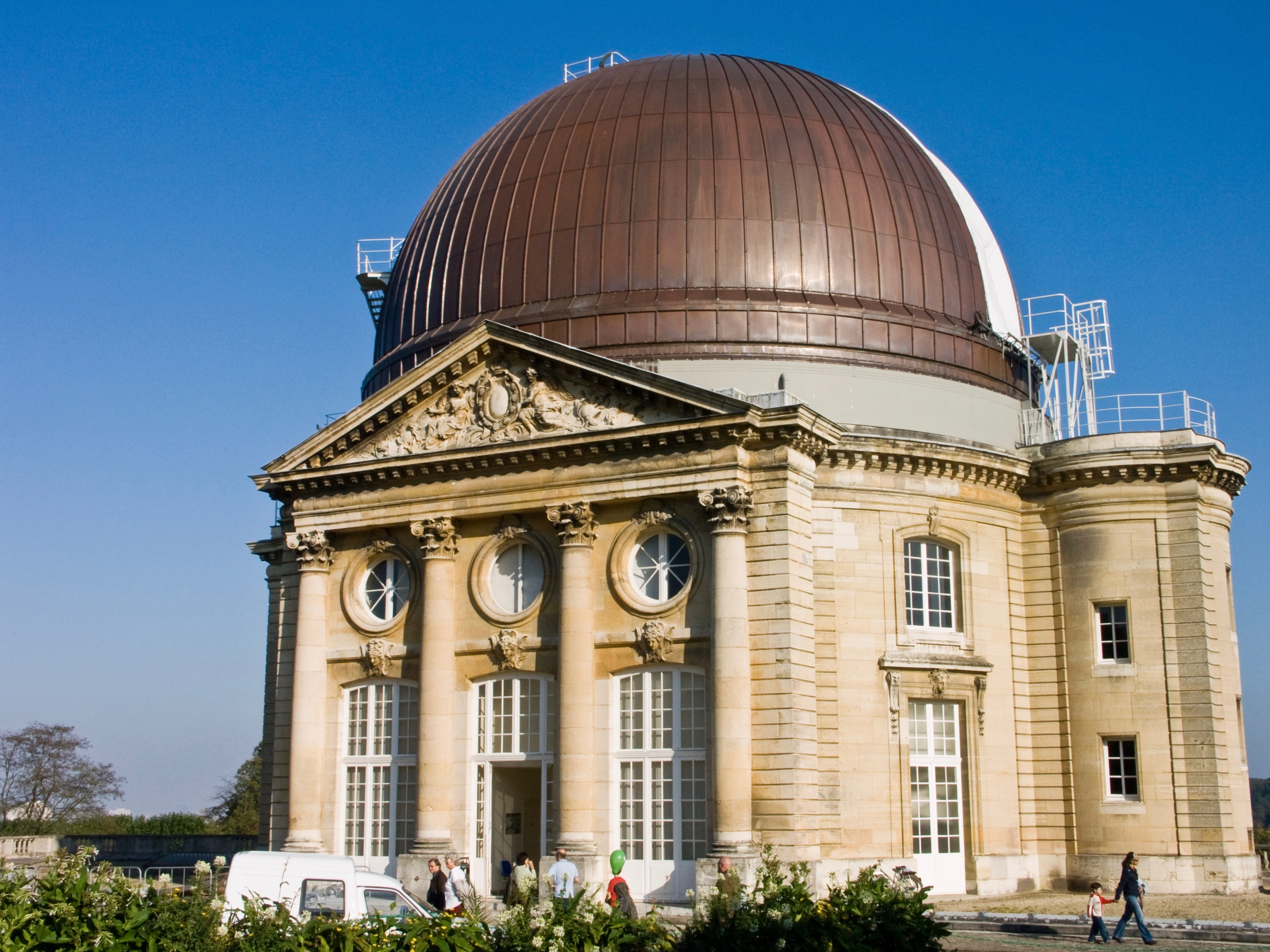
Observatorium von Meudon

1870 verließ Janssen das belagerte Paris in einem Ballon, da er im algerischen Oran eine Sonnenfinsternis beobachten wollte. 1873 wurde Janssen in die Académie des sciences gewählt, 1901 in die National Academy of Sciences; der Accademia dei Lincei in Rom gehörte er bereits seit Juni 1872 an. 
1874 reiste er zur Beobachtung des Venusdurchgangs nach Japan. Um den Venusdurchgang zu dokumentieren, entwickelte Janssen einen „photographischen Revolver“. Mit diesem durch ein Uhrwerk betriebenen Apparat konnte er 48 Aufnahmen in Zeitabständen von je einer Sekunde auf einer ringförmigen Platte aufzeichnen. Durch diesen „photographischen Revolver“ wurde der französischen Physiologie Étienne-Jules Marey zur Konstruktion seiner „chronofotografische Flinte“ angeregt, mit der im Raum bewegte Objekte – wie z. B. Vögel im freien Flug – reihenfotografisch erfasst werden konnten.
1875 wurde Janssen zum Direktor des neuen astrophysikalischen Instituts in Meudon (→ Pariser Observatorium) ernannt. 1876 gelangen ihm hervorragende Sonnenfotografien, die er 1904 im Atlas de photographies solaires veröffentlichte. 1882 beobachtete Janssen in Oran den Venusdurchgang. 1887 stellte er Sonnenbeobachtungen auf dem Pic du Midi de Bigorre in den Pyrenäen an. Im September 1893 erstieg er den Mont Blanc und blieb vier Tage lang auf dem Gipfel, um die Sonne zu beobachten. Ziel war, herauszufinden, ob die Sonne Sauerstoff enthält. Zudem wurde, in der Nähe des Observatoriums von Joseph Vallot, ebenfalls ein Observatorium auf dem Mont Blanc errichtet. 1896 gab Janssen den ersten Teil der Annales de l'observatoire de Meudon heraus.
Seit 1875 war Janssen auswärtiges Mitglied der Royal Society. 1879 wurde er zum Ehrenmitglied (Honorary Fellow) der Royal Society of Edinburgh gewählt. Die Académie royale des Sciences, des Lettres et des Beaux-Arts de Belgique in Brüssel nahm ihn im Dezember 1896 als assoziiertes Mitglied auf. 1904 wurde er als korrespondierendes Mitglied in die Russische Akademie der Wissenschaften in Sankt Petersburg aufgenommen.
Pierre Jules César Janssen starb am 23. Dezember 1907 an seiner Wirkungsstätte Meudon.

## Ehrungen
1876 wurde er von der Royal Society mit der Rumford-Medaille ausgezeichnet. Der Marskrater Janssen sowie auch ein Mondkrater Janssen wurden zu Ehren Janssens benannt. Gleiches gilt für den Janssen Peak auf der Wiencke-Insel in der Antarktis.
Der Jules-Janssen-Preis (Société astronomique de France) und die Janssen-Medaille (französischen Akademie der Wissenschaften), sind nach Pierre Jules César Janssen benannt.

## Sonnenfinsternisexpeditionen
- 1867 Trani
- 1868 Guntur, Indien
- 1870 Algerien (der Himmel ist bedeckt, eine Beobachtung gelingt nicht)
- 1875 Siam
- 1883 Karolineninseln
- 1905 Alcosebre, Spanien.